# Isambard Kingdom Brunel Standing Before the Launching Chains of the Great Eastern
Isambard Kingdom Brunel Standing Before the Launching Chains of the Great Eastern est une photographie prise par Robert Howlett en novembre 1857. Elle montre Brunel, l'ingénieur britannique, pendant la première tentative de lancement du SS Great Eastern, de loin le plus gros navire construit à cette date. Brunel se tient devant un grand tambour de chaîne utilisé pour retenir le navire pendant qu'il est descendu sur la rampe de lancement. Le pantalon et les bottes de Brunel sont couverts de boue, provenant du chantier naval, et il fume un de ses cigares habituels. Sa pose a été décrite comme décontractée et assurée. L'image est devenue une icône de l'ère industrielle et du XIXe siècle et a été incluse dans de nombreuses collections de photographies publiées. Elle a été largement reproduite au moment du lancement du navire en janvier 1858 et à nouveau après la mort de Brunel en 1859.

## Contexte

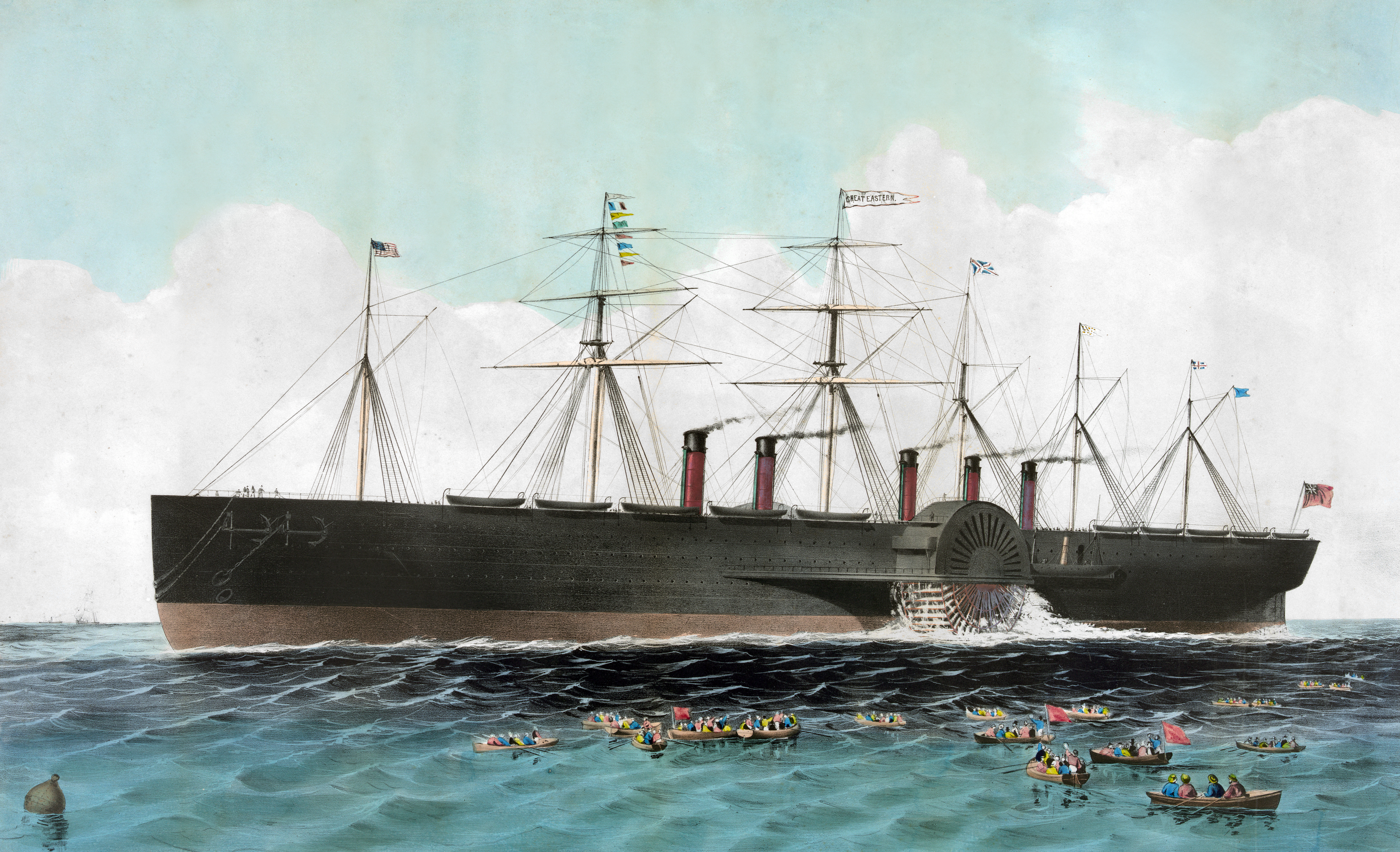
Une représentation du Great Eastern en mer

Isambard Kingdom Brunel est un ingénieur britannique qui a mené à bien un certain nombre de projets novateurs de génie civil et ferroviaire, notamment en 1845 le SS Great Britain, à l'époque le plus grand navire jamais construit. 
En 1853, il entreprend la construction du SS Great Eastern, qui sera six fois plus grand que tout autre navire jamais construit. Ce projet sera le dernier de l'ingénieur, l'un de ses plus ambitieux et des plus frustrants. Ce navire mesurant 692 pieds (210,9216 m) de longueur et 22500 tonnes s'est avéré difficile à mettre à l'eau. À partir de novembre 1857, il fallut trois mois pour le mettre à l'eau, en descendant latéralement une rampe de bois inclinée . 
Le navire, démoli en 1889, n'a pas été dépassé en taille pendant cinquante ans.